# Quereme! Tributo a las Telenovelas
Quereme! Tributo a las Telenovelas es el primer EP de la banda argentina Miranda!, lanzado el 20 de julio de 2006 por el sello discográfico Pelo Music. El álbum fue presentado como tributo a las telenovelas, en el cual interpretan varias canciones clásicas de la televisión Argentina, como la primera canción, "Quereme... tengo frío", la cual proviene de la telenovela Piel naranja, "Una lágrima sobre el teléfono", de Una voz en el teléfono, y "Esa extraña dama", de la telenovela La extraña dama. 

## Antecedentes
Durante la entrega de los Premios Martín Fierro 2006, la banda realizó la presentación de las tres canciones reversionadas al estilo de la banda.
El 10 de diciembre de 2006, en el Luna Park, se hizo la presentación oficial de estas canciones, titulado el show "Quereme / Sin Restricciones". Para esta fecha se presentó como invitado el tecladista Yoku, quién aportó nuevos sonidos a la banda.

## Lista de canciones
| Quereme! Tributo a las Telenovelas | | |          |  |
| N.º                                | Título | Escritor(es)                                                                                       | Duración |  |
| 1.                                 | «Quereme... tengo frío»                                                                                    | Marilina Ross, Elsa Jascalevich                                                                    | 3:32     |  |
| 2.                                 | «Una lágrima sobre el teléfono»                                                                            | Paz Martínez                                                                                       | 3:15     |  |
| 3.                                 | «Esa extraña dama»                                                                                         | Valeria Lynch, Marcelo Alejandro                                                                   | 3:24     |  |
| 4.                                 | «Medley: Esa extraña dama / Amándote / Una lágrima sobre el teléfono / Quereme... tengo frío (Extendida)»  | Valeria Lynch, Marcelo Alejandro, Braulio A. García, Paz Martínez, Marilina Ross, Elsa Jascalevich | 8:44     |  |
| 5.                                 | «Medley: Esa extraña dama / Amándote / Una lágrima sobre el teléfono / Quereme... tengo frío (Radio Edit)» | Valeria Lynch, Marcelo Alejandro, Braulio A. García, Paz Martínez, Marilina Ross, Elsa Jascalevich | 4:07     |  |
| 23:04                              | | |          |  |

## Créditos
Los créditos están adaptados del booklet del CD.
- Quereme... Tengo frío, interpretada originalmente por Marilina Ross, para la telenovela Piel naranja de 1974.
- Una lágrima sobre el teléfono, compuesta e interpretada originalmente por Paz Martínez, para la telenovela Una voz en el teléfono de 1990.
- Esa extraña dama, interpretada originalmente por Valeria Lynch, para la telenovela La extraña dama de 1989.
- Amándote, soñándote, de la telenovela Amándote de 1988, del cantautor Braulio.

## Miembros
- Alejandro Sergi: Voz, sintetizador, programaciones.
- Juliana Gattas: Voz.
- Leandro Fuentes: Guitarras.
- Nicolás "Monoto" Grimaldi: Bajo.
- Bruno De Vincenti: Programaciones.